# John Norman
John Norman es el seudónimo del escritor John Frederick Lange, Jr, nacido el 3 de junio de 1931. Es profesor de filosofía y es famoso por ser el autor de las crónicas de Gor que fueron muy populares en la década de 1970 y principios de la década de 1980 con millones de copias vendidas, y que a principios del siglo XXI cuenta con numerosos seguidores. Obtuvo el doctorado en filosofía de la Universidad de Princeton y es profesor en la Facultad de Queens de la Universidad de Nueva York.

## Libros

### Temática
Norman es seguidor de Edgar Rice Burroughs, y la saga de Gor guarda paralelismos con la serie marciana de Burroughs. Sus novelas incluyen largos discursos filosóficos y sociológicos criticando los nocivos, según él, hábitos de la sociedad moderna (desde la falta de honestidad a las bombas nucleares). Una extensa variedad de sociedades, culturas, conceptos morales y tecnologías se describen en profundidad en sus novelas; en cualquier caso siempre dentro del contexto del género de aventuras masculino y como tal familias, niños y otros aspectos de la vida real están ausentes generalmente y esos papeles no son relevantes en forma alguna.